# Бераскочеа, Себастьян
Себастья́н Саломе́ Бераскочеа Аррибио (исп. Sebastián Salomé Berascochea Arribio; 17 декабря 1917 — неизвестно) — уругвайский футболист, полузащитник.

## Биография
Себастьян Бераскочеа выступал на родине за «Ривер Плейт» из Монтевидео, откуда в 1942 году он ушёл в аргентинский клуб «Чакарита Хуниорс», за который провёл 26 матчей. В 1944 году полузащитник перешёл в клуб «Васко да Гама», а через год выиграл с ним чемпионат Лиги Кариоки. В 1947 году Бераскочеа перешёл в клуб «Флуминенсе», где дебютировал 17 мая в матче с «Сан-Кристованом» (1:1). В следующем году он выиграл с клубом городской чемпионат Рио-де-Жанейро. Последний матч за «Флу» Себатьян сыграл 24 апреля 1948 года также с «Сан-Кристованом» (4:2). Всего за клуб Бераскочеа провёл 26 матчей (15 побед, 8 ничьих и 3 поражения) и забил 7 голов. В следующем году полузащитник перешёл в «Ботафого», где провёл два сезона. Также уругваец играл за клуб «Португеза Деспортос»
В 1950 году он уехал в Колумбию в клуб «Атлетико Хуниор», став первым уругвайцем в истории этой команды. За клуб он выступал и в следующем году. А завершил карьеру в клубе «Кукута Депортиво». Затем он возвратился на родину, где тренировал клуб «Ривер Плейт» из Монтевидео, затем в Аргентине «Чакариту Хуниорс», а в Бразилии клуб «Сентрал». Оттуда он поехал в Португалию, где возглавил «Спортинг» из Ковильяна, выступавшим во втором дивизионе. Клуб в какой-то момент находился на первом месте в лиге, но конфликт с руководством клуба привёл уругвайца к увольнению за три тура до конца первенства. В результате «Спортинг» уступил право выхода «Браге».

## Достижения
- Чемпион Лиги Кариоки: 1945